# Campanha de Porto Calvo
A Campanha de Porto Calvo, alternativamente reconhecida como a Queda de Porto Calvo, denota uma expedição militar dirigida por João Maurício, Príncipe de Nassau-Siegen, visando a captura de Porto Calvo. Este esforço foi bem-sucedido, pois o Príncipe garantiu efetivamente o controle de toda a região.

## Antecedentes
Após o início do Groot Desseyn pela Companhia Holandesa das Índias Ocidentais, um empreendimento estratégico marcado pelas suas aspirações expansivas, os holandeses assumiram progressivamente o controlo de vários fortes e colônias portuguesas. Notavelmente, o ano de 1624 viu a frota holandesa chegar à costa de Salvador, onde se seguiu uma rápida invasão, resultando na captura da cidade num período notavelmente breve de 24 horas.
Isto marcou uma aceleração de sua expansão territorial no Brasil. Em 1636, João Maurício, Príncipe de Nassau-Siegen, foi nomeado governador das possessões controladas pelos holandeses no Brasil. Animado por uma determinação inabalável de aumentar o domínio territorial do Brasil Holandês, o Príncipe João Maurício liderou várias expedições de longo alcance destinadas a um maior crescimento e consolidação territorial.  João Maurício também foi enviado por outro motivo, pois Dom Luis de Rojas y Borgia chegou ao Brasil. Ao chegar, desembarcou suas tropas em Jaraguá e iniciou umaguerra de guerrilha contra as forças adversárias. Isto envolveu ataques a fazendas e plantações. Estas ações foram realizadas prioritariamente a partir da capitania de Porto Calvo. A certa altura, Von Schoppe apresentou uma proposta para empreender uma abordagem mais agressiva, atacando e destruindo as bases inimigas. Apesar das reservas iniciais, esta proposta acabou por ser aceite. Como resultado, foi tomada a decisão de passar de uma postura defensiva de protecção das explorações agrícolas e plantações para uma estratégia ofensiva. 

## Campanha
Ao chegar ao Recife, João Maurício de Nassau trouxe consigo uma frota composta por quatro navios e um contingente de 350 efetivos. Reconhecendo a necessidade de apoio adicional, apelou a Von Schoppe para um reforço de 3.000 soldados. A convergência das suas forças ocorreu em fevereiro, na foz do rio Uma. Posteriormente, seguiram-se uma série de confrontos e batalhas contra as forças portuguesas à medida que avançavam em direção a Barra Grande . A sua campanha acabou por levá-los à posição estrategicamente fortificada do Forte do Bom Sucesso. Após um período de aproximadamente uma a duas semanas, o forte sucumbiu às forças combinadas, resultando na sua capitulação. Após esta vitória, a expedição procedeu ao saque de Alagoas.  Posteriormente, chegaram ao Coração de Porto Calvo, onde ocorreu uma significativa batalha com as forças portuguesas, conhecida como Batalha de Porto Calvo. Este encontro terminou com a vitória dos holandeses, triunfando sobre as forças combinadas luso-espanholas. Com esta vitória crucial assegurada, estava montado o cenário para o início de um cerco  contra a fortaleza fortemente fortificada de Porto Calvo. A fortaleza estava estrategicamente posicionada ao redor das colinas, guarnecida por um substancial contingente de soldados, o que a tornava bem guardada. Empregando uma abordagem táctica, as forças portuguesas posicionadas nas colinas lançaram fogo de artilharia contra os holandeses. Em resposta, as forças holandesas empreenderam a construção de túneis que conduzem ao forte, um processo que durou aproximadamente uma semana. Posteriormente, a fortaleza de Porto Calvo cedeu, rendendo-se às forças holandesas, os holandeses obtiveram uma grande quantidade de artilharia e morteiros, este foi um grande acréscimo ao arsenal da Companhia Holandesa das Índias Ocidentais. 

## Consequências
A campanha alcançou um sucesso notável, marcado pela aquisição de um inventário substancial de artilharia e pela contenção eficaz das atividades de guerrilha. Além disso, a campanha levou a uma expansão territorial significativa do domínio do Brasil Holandês. 